# Тореле (Казерта)
Тореле је насеље у Италији у округу Казерта, региону Кампанија.
Према процени из 2011. у насељу је живело 117 становника. Насеље се налази на надморској висини од 177 м.